# Le Diable s'habille en Prada
Pour les articles homonymes, voir The Devil Wears Prada et Le Diable s'habille en Prada (film).
Le Diable s'habille en Prada (titre original : The Devil Wears Prada) est un roman américain de Lauren Weisberger sorti en 2003 et ayant fait l'objet d'une adaptation au cinéma avec Meryl Streep et Anne Hathaway en 2006. Il raconte l'histoire d'une jeune femme nommée Andrea Sachs qui, à la sortie de l'université, devient assistante personnelle de Miranda Priestly, la rédactrice en chef de Runway, un grand magazine de mode. Son travail devient de plus en plus difficile à cause des demandes capricieuses de sa supérieure tyrannique.
La popularité et le succès du roman sont attribués à sa qualité de roman à clef. Weisberger elle-même a travaillé à Vogue en tant qu'assistante d'Anna Wintour, qui en est la rédactrice en chef. Celle-ci a d'ailleurs émis l'hypothèse qu'elle avait inspiré le personnage de la rédactrice en chef du roman, ce que Lauren Weisberger a nié.

## Résumé
La narratrice, Andrea Sachs, quitte le Connecticut où elle a passé sa jeunesse et suivi ses études, à l'université Brown. Rêvant  d'écrire des articles pour le New Yorker, elle obtient sans conviction un emploi pour le magazine de mode Runway, dont elle n'avait jamais entendu parler : elle est recrutée comme deuxième assistante de la rédactrice en chef de la revue, Miranda Priestly. 
Alors qu'on lui répète que « des milliers de filles se damneraient pour avoir ce poste », Andrea décrit sa vie à Runway comme un enfer ; son travail ne comporte aucune fonction éditoriale, et se résume à une suite harassante de tâches ingrates voire humiliantes. Elle doit répondre aux demandes incessantes d'une Miranda tyrannique, qui semble prendre un plaisir sadique à donner des ordres imprécis et changeants, même lorsqu'elle est à l'étranger. C'est grâce à l'aide de la première assistante, Emily, entièrement dévouée à Miranda, et à la perspective qu'on lui a assurée d'obtenir un travail où elle voudrait si elle résiste pendant un an à son poste, qu'Andrea survit. Ses seules satisfactions sont certains avantages, comme de pouvoir à l'occasion se déplacer en limousine, porter gratuitement des vêtements des plus grands noms de la haute couture, et la possibilité d'abuser des notes de frais. 
Travailler pour Miranda, qu'elle déteste de plus en plus, épuise Andrea, et l'éloigne petit à petit de sa meilleure amie, Lily, qui plonge lentement dans l'alcoolisme, et de son petit ami, Alex, un enseignant passionné mais désabusé. Lorsqu'il apprend qu'Andrea doit remplacer au pied levé Emily, qui souffre d'une virose, et accompagner Miranda à Paris pour suivre des défilés de mode, Alex décide de suspendre leur relation. Andrea est secouée, mais part tout de même car son année de calvaire touche à sa fin, d'autant que ses sentiments pour Christian, un écrivain aussi beau que célèbre, rencontré dans une soirée, la troublent.
À Paris, Miranda est plus tyrannique que jamais, mais finit par émettre l'opinion qu'Andrea est « assez compétente ». Alors que la jeune femme apprend que son amie Lily est dans le coma après un accident de voiture qu'elle a provoqué en état d'ivresse, Miranda insiste : « Vous me rappelez celle que j'étais à votre âge ». Andrea va devoir résoudre le dilemme : préférer sa famille et ses amis ou privilégier sa carrière.